# كارت شحن (فلم)
كارت شحن هو فيلمٌ مصري ٌ بدأ عرضه في مصر في 21 ديسمبر 2023، وفي الدول العربية في 27 ديسمبر.

## القصة
شريف (محمد ثروت)، موظفٌ متوسط الحال، وربٌ لأسرةٍ صغيرةٍ، يستغله شخص (بيومي فؤاد) من خلال التطبيقات الإلكترونية، وبطاقات الشحن، ويتعرض لنهاية غير متوقعة.

## الإنتاج
الفيلم من بطولة محمد ثروت، وبيومي فؤاد، ومنى جمال، وهالة فاخر، ويشاركهم في البطولة فنانون آخرون منهم إسماعيل فرغلي، وعمرو رمزي، وسامي مغاوري، وصبري عبد المنعم، والوجه الجديد ياسمين دياب، ومحمد يونس، ومصطفى بسيط، ومحمد توب، والطفلة عليا يونس، والمطرب الشعبي أحمد شيبة، وضيفة الشرف فرح الزاهد. وهو من تأليف محمود صابر، وإخراج شادي علي.
يُعرض لبيومي فؤاد في وقت عرض الفيلم فيلمٌ آخرٌ هو سنة أولى خطف.

## روابط خارجية
- كارت شحن على موقع قاعدة بيانات الأفلام العربية